# Volksdokter van de Sovjet-Unie

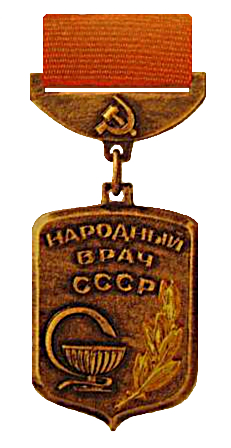
Medaille

Volksdokter van de USSR (Russisch: Народный врач СССР, Narodnyj vratsj SSSR) was een eretitel, uitgereikt aan burgers van de Sovjet-Unie. De titel werd ingesteld op 25 oktober 1977 door Leonid Brezjnev en werd geofficialiseerd door order nº44/1977 van de Opperste Sovjet. Later, in 1988, werden er enkele wijzigingen in het ontwerp aangebracht.
De onderscheiding werd, in naam van het ministerie van volksgezondheid, door het presidium van de Opperste Sovjet uitgereikt. Een speciaal diploma werd gegeven aan diegenen die de titel van volksdokter samen met de medaille en bijbehorend certificaat gekregen hadden. De titel kon aan individuele personen, zoals artsen en verpleegkundigen gegeven worden, maar ook aan hele ziekenhuizen, sanatoria en poliklinieken.
De geëerde instellingen of personen werden geselecteerd op basis van hun bijdrage aan de verbetering van de volksgezondheid, deskundigheid en expertise.
Na het uiteenvallen van de Sovjet-Unie verdween deze titel slechts tijdelijk: op 30 december 1995 vaardigde de Russische regering een decreet uit waarmee de titel Verdienstelijke dokter van de Russische Federatie werd ingesteld.
De titel werd voor het eerst uitgereikt op 9 augustus 1978, aan vijf mensen tegelijk:
- Viktor Nikolayevitsj Vasilenko
- Ljoedmila Vasilievna Yevstratova
- Viktor Mikhailovich Ilin
- Ljoedmila Nilolayevna Michailova
- Zagipa Madievna Madiyeva

De laatste dokter die deze titel kreeg (op 20 december 1991), was dokter Vitaly Prokopievitsj Sergeyev uit Oš (Kirgizische SSR).

## Ontwerp
De medaille was gemaakt van tombak  en was ongeveer vierkant (22,5 × 23,5 mm). Op het middelste deel stond de inscriptie  "Народный врач СССР" (Volksarts van de USSR). Daaronder, links, stond de schaal van Hygieia, en rechts daarvan een laurierblad. De medaille werd opgehangen aan een rode zijden franje, dat vastzat aan een metalen gesp, versierd met hamer en sikkel.